# Abbaye Saint-Jean-Baptiste de Saint-Jean-Saverne
L’abbaye Saint-Jean-Baptiste est un ancien couvent de moniales situé à Saint-Jean-Saverne dans le Bas-Rhin. Fondé en 1126 à l’initiative de Pierre de Lutzelbourg, l’établissement, qui dépend de l’abbaye Saint-Georges-en-Forêt-Noire, est consacré en 1127 sous le vocable de saint Jean-Baptiste. Après avoir prospéré au Moyen Âge, le couvent décline à partir du milieu du XVe siècle en raison des guerres et de la montée du protestantisme. Après l’annexion de l’Alsace par la France en 1680, le lien avec l’abbaye Saint-Georges est rompu et le couvent passe sous le contrôle direct du roi de France. Le retour de la paix au XVIIIe siècle ouvre pour le couvent un petit âge d’or, au cours duquel plusieurs bâtiments conventuels sont reconstruits. La Révolution met fin à cette période faste : la communauté est dissoute en octobre 1792 et les propriétés vendues comme biens nationaux.
Du fait des saccages de la Révolution et de la vente des bâtiments, la majeure partie des bâtiments conventuels a disparu. Il en subsiste néanmoins le joyau, l’église abbatiale Saint-Jean-Baptiste, construite vers le milieu du XIIe siècle et conservant pour l’essentiel le style roman d’origine, à l’exception du clocher-porche construit vers 1730. Le principal autre bâtiment survivant est le Gastbau, qui servait de logement à l’abbesse, au prieur et aux invités de marque et qui est devenu ultérieurement l’école de la commune. Du cloître et des communs ne subsistent néanmoins qu’une petite partie convertie en habitation, tandis que la chapelle Sainte-Agathe a été rasée en 1827.

## Histoire
En 1126, Pierre de Lutzelbourg fait don des propriétés qu’il possède au lieu-dit Megenhelmswilre à l’abbaye de Saint-Georges-en-Forêt-Noire (de). À l’église qui se trouvait déjà sur place est rapidement ajouté un couvent de moniales et l’ensemble est consacré par l’évêque de Metz le 5 février 1127 sous le nom Cella sancti Johannis. À cette occasion, le comte Folmar de Hunebourg fait également don à Saint-Georges du Hertenstein, plus tard appelé Mont Saint-Michel.
L’abbaye décline fortement à partir de la fin du Moyen Âge, en partie du fait des saccages répétés auquel elle est exposée en 1439, 1525, à plusieurs reprises au cours de la seconde moitié du XVIe siècle, puis encore en 1622, 1635 et 1675. Ainsi, à plusieurs reprises, l’abbaye est abandonnée et les moniales se replient à Saverne. L’abbaye subit une restructuration majeure en 1680, à la suite de l’annexion de l’Alsace par le royaume de France. Elle est en effet confisquée à l’abbaye de Saint-Georges et rattachée directement à la couronne, ce qui a pour effet d’en faire une prévôté bailliagère contrôlée par des fonctionnaires royaux. N’étant plus rattachée à sa maison-mère, l’abbaye demande en 1715 à être affiliée à la congrégation bénédictine du diocèse de Strasbourg.
Le retour de la paix dans la région permet néanmoins de redresser la mauvaise situation de l’abbaye. La politique de développement économique menée par l’abbesse Marie-Anne de Davier permet d’assurer le financement des grands travaux de renouvellement des bâtiments conventuels réalisés par ses successeurs Gertrude Durernberger de 1724 à 1733 puis Odile Peyerimhof de 1734 à 1756. En 1737, le couvent compte ainsi une vingtaine de sœurs et autant de converses, ainsi que plusieurs dizaines de servantes et de valets s’occupant de l’exploitation agricole.
À la Révolution, l’abbaye est abandonnée par les moniales, qui se réfugient à Saverne, puis la communauté est dissoute en octobre 1792. Les bâtiments conventuels sont vendus comme biens nationaux en 1793 et une grande partie est détruite les décennies suivantes. Une deuxième vague de destruction a lieu après le ravage des bâtiments subsistant par un incendie le 20 août 1867, mais l’église abbatiale remontant aux premières années de l’abbaye est épargnée.

## Vie de la communauté
Au niveau organisationnel, bien que les moniales élisent une supérieure, dite magistra en latin et meisterin en allemand), c’est l’abbé de Saint-Georges qui dispose en réalité du pouvoir décisionnel : non seulement tous les habitants du territoire du couvent sont tenus de lui prêter serment d’allégeance, mais il peut également invalider l’élection de la supérieure. L’abbé est par ailleurs représenté sur place par un prieur, nommé par lui, qui contrôle la gestion du couvent et sert également de curé pour la paroisse. Par ailleurs, au moins pendant le Moyen Âge, la supérieure ne prend pas seule les décisions importantes qui sont de son ressort, celles-ci faisant l’objet d’une discussion par la communauté entière. Cette organisation reste en place jusqu’à la fin du XVIIe siècle : bien que la supérieure ait commencé à être appelée abbesse à partir du début de ce siècle, l’organisation est en effet restée largement inchangée. Toutefois, lorsque le couvent est rattaché à la couronne en 1680 et le lien avec Saint-Georges rompu, l’organisation change en conséquence : l’abbesse a désormais obligation d’être française et l’élection se déroule sous contrôle de commissaires royaux et épiscopaux, la validation en revenant au roi de France.
Si la supérieure à peu de pouvoir temporel, il lui appartient en revanche de s’assurer du bon fonctionnement de sa communauté et du respect des règles monastiques. À ce titre, elle se fait assister par une prieure chargée de la discipline, éventuellement assistée d’une sous-prieure. Les religieuses, qui sont au Moyen Âge en majorité originaires de la petite noblesse alsacienne, sont divisées en deux groupes : les religieuses de chœur, ou Chorfrauen, et les sœurs converses. Le premier groupe, dont l’effectif n’a jamais dépassé les dix-huit membres, se consacre principalement à l’étude et au service religieux, tandis que le second participe moins aux offices afin d’avoir le temps pour réaliser les travaux manuels.

## Domaine et privilèges
Le domaine primitif de l’abbaye tel qu’établi par la donation de 1126 correspond approximativement au ban de la commune de Saint-Jean-Saverne : à l’ouest sa délimitation suit le ruisseau du Wildbach puis celui du Liesgraben jusqu’à la Zorn, qui en constitue la limite sud ; à l’est il s’étend jusqu’au ban de Steinbourg et d’Ernolsheim et comprend au nord le Mont Saint-Michel ainsi qu’environ un quart du territoire de Volkartswiller, un village disparu qui se trouvait entre le Mont-Saint-Michel et la Heidenstadt. La limite est moins claire au nord-ouest, mais il semble que la donation comprenait une grande partie de ce qui est désormais la forêt domaniale indivise de Saint-Jean-Saverne, peut-être jusqu’au Falkensberg. En plus de ce territoire central, la dotation d’origine comprend divers biens plus épars : une douzaine de fermes à Eckartswiller, six à Monswiller et d’autres à Zornhofen et vers le Martelberg,. Étant donné la situation juridique du couvent, il convient de noter que toutes ces terres ne sont toutefois pas vraiment la propriété de Saint-Jean, mais appartiennent en fait à l’abbaye Saint-Georges, et c’est le prieur qui dispose du pouvoir sur celles-ci. L’évolution du domaine au cours du Moyen Âge est mal connue, bien qu’il semble que le couvent ait eu des prétentions sur la grande forêt se trouvant au nord, aujourd’hui bois communaux de Steinbourg et Ernolsheim et même sur celle se trouvant au-delà de la Zinsel.
Les droits dont disposait le couvent sur les habitants du territoire et ses propriétés sont mieux connus pour la fin du Moyen Âge, notamment grâce à deux documents : le coutumier de la colonge de Saint-Jean, dit Dinghofrodel et datant de 1413, qui décrit les droits et devoirs de chacun, ainsi que la manière dont est géré le territoire, et le Alt Salbuch, un registre des biens du couvent tenu à partir de 1493. L’abbaye disposait ainsi de propriétés dans environ quarante localités de la région, jusqu’à Wasselonne, Strasbourg et Haguenau. L’abbaye mène également des actions de développement économique, notamment au lieu-dit Zornhofen, entre Saverne et Monswiller, où les politiques de repeuplement mises en place permettent de transformer la ferme en hameau doté entre autres d’un moulin et d’une scierie. Elle sera néanmoins contrainte de le céder à l’évêque de Strasbourg en 1718, recevant en échange le village d’Eckartswiller. 

## Bâtiments conventuels

### Église abbatiale
- Ancienne église abbatiale[11].
- Patrimoine mobilier :

* Orgue de tribune : buffet d'orgue ; garde-corps de tribune,.
* Tableau et son cadre : Portrait de l'abbesse Odile de Payrimhof.
* Deux bustes : Saint Benoît et Sainte Scholastique<.
* Statue (demi-nature, d'applique) et son socle : Saint Benoît.
* Statue (demi-nature, d'applique) et son socle : Sainte Agathe
* Statue (demi-nature) et son socle : Sainte Scholastique.
* Statue (demi-nature) : Saint Jean Baptiste.
* statue (demi-nature) et son socle : Saint Jean Baptiste.
* Statue (petite nature) et son socle : Saint Benoît.
* Statue (petite nature) et son socle : Sainte.
* Statue (petite nature) et son socle : Sainte Scholastique.
* Statue d'un saint sépulcre.
* Statuette : Christ ressuscité.
* Statue et son socle : Vierge de l'Assomption.
* Tabernacle.
* Tableau et son cadre : Saint Louis de Gonzague.
* Tête (tête reliquaire) : saint Jean-Baptiste.

### Chapelle Sainte-Agathe
La chapelle Sainte-Agathe se trouvait au nord-ouest de l’église abbatiale. Elle a servi au culte paroissial jusqu’à ce que celui-ci soit transféré dans l’ancienne abbatiale au début du XIXe siècle. N’ayant alors plus d’usage, elle a été démolie en 1827. 

### Cloître

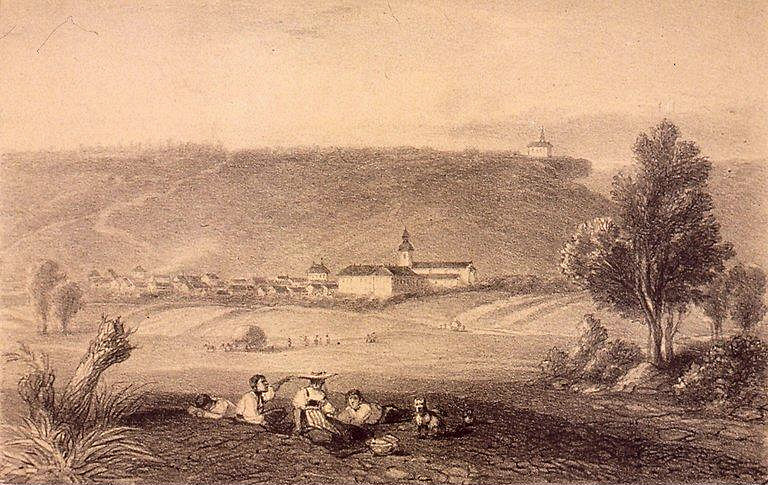
Dessin d’Eugène Laville montrant les bâtiments conventuels en 1849. Seule subsiste à cette date l’aile ouest du cloître.

Du cloître, qui s’adossait au côté sud de l’église, ne subsiste qu’une petite partie de l’aile occidentale, les quelques bâtiments qui avaient survécu à la Révolution ayant été détruits à la suite de l’incendie du 20 août 1867. Il forme un quadrilatère fermé au nord par l’église, tandis que les autres ailes font 50 m de long et 12 m de large, avec au centre un jardin, dit Kreuzgarten, d’environ 30 m de côté pour 9,28 ares de surface,.
Comme la majeure partie des bâtiments du couvent, le cloître a été entièrement reconstruit au XVIIIe siècle. La construction de l’aile orientale, dite Hinterer Klosterbau s’est déroulée de 1726 à 1727, tandis que celle de l’aile méridionale, dite Langbau, s’est achevée vers 1737. Collectivement, ces deux ailes sont appelées Konventbau et contiennent de fait la majeure partie des pièces de vie de la communauté : le réfectoire, les vingt-six cellules des religieuses, une grande salle de travail, dite Arbeitstube, ainsi que les archives, la sacristie, l’infirmerie et la pharmacie. Le rez-de-chaussée et la cave de l’aile est abritaient également les réserves de bois, le garde-fruit et une distillerie-tonnellerie, tandis que l’aile sud contenait le pressoir et la réserve de vin. C’est aussi dans ces deux ailes que se trouvaient la buanderie et le four. L’aile occidentale, dite Kostgängerbau, qui abritait la salle capitulaire, les logements des jeunes filles en pension et des ateliers dans les caves, a été achevée vers 1735. À l’intersection avec l’aile méridionale se trouvait la cuisine. Les ailes est et ouest étaient par ailleurs prolongées au sud par deux petits pavillons appelés respectivement Abteivorschuss et Trotthausvorschuss,.

### Gastbau

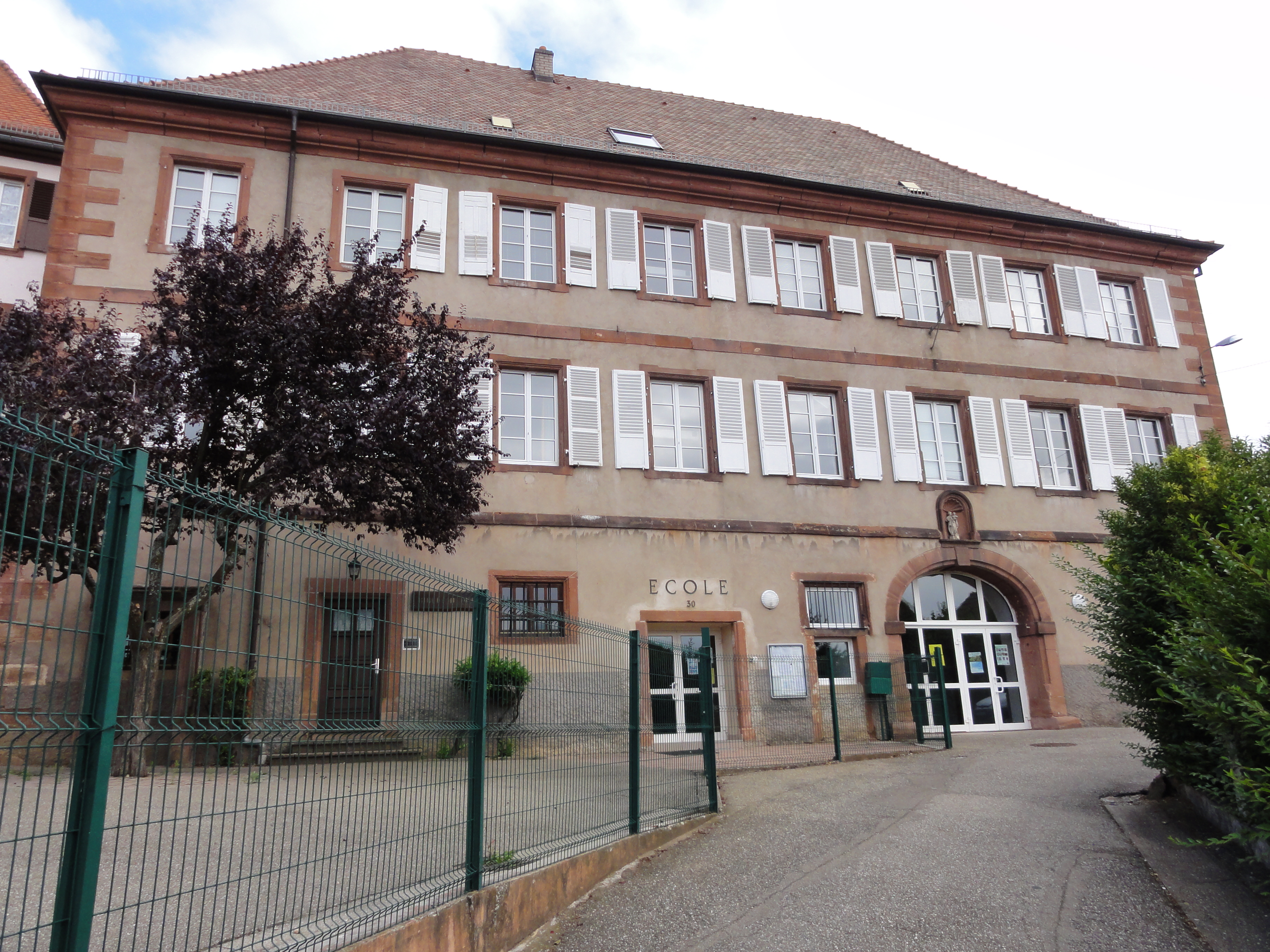
L’ancien Gastbau servant d’école communale avec, à droite, le grand portail du logement de l’abbesse.

Dans le prolongement de l’aile méridionale du cloître se trouve un bâtiment qui a été conservé et transformé en école et en presbytère,. À l’époque du couvent, il était appelé Gastbau et servait non seulement à l’hébergement des invités, mais s’y trouvaient également la résidence de l’abbesse ainsi que celle du prieur.
La résidence de l’abbesse occupait la partie orientale du bâtiment. Elle ouvre sur l’extérieur du côté sud par un grand portail en plein cintre surplombé d’une niche à conque portant le millésime 1738 et donnant à l’intérieur sur la cuisine et l’office. Au premier étage se trouvaient la chambre et le salon de l’abbesse, tandis que le deuxième contenait deux pièces au rôle indéterminé.

### Communs
Les communs s’étendaient vers le sud à partir de l’extrémité ouest du Gastbau, en une longue file de bâtiments, parmi lesquels des écuries, une porcherie, une bergeries, des étables et des hangars. Une partie de ces constructions a été convertie en habitations, qui se trouvent dans ce qui est désormais la rue du Couvent.

## Note et références

### Note
1. ↑  L’abbaye se trouvait alors dans le diocèse de Strasbourg, mais celui-ci était alors déchiré par un conflit entre deux candidats au trône épiscopal qui s’étaient tous les deux proclamés évêque.